# 葛谷由香里
葛谷 由香里（くずや ゆかり、1983年9月29日 - ）は、日本のファッションモデル。元ミス・ユニバース日本代表。現在に至るまで最も背が高い日本代表である。ショーの仕事を中心に活動してきた。

## 来歴
愛知県葉栗郡木曽川町（現在の一宮市）に出生。同地に育った。
21歳当時の2005年に同年度ミス・ユニバース日本大会に参加し、2256名の応募者をわけて優勝。続けてタイのノンタブリー県で開かれた世界大会に日本代表として出場。結果、入賞には至らなかった。
以降はショーを中心にモデル活動。
ジョルジオ・アルマーニ、ヴァレンティノ、エルメス、エスカーダ、ならびにDKNYなど様々なハイファッションブランドのショーを歩くとともに、三洋電機製品のテレビコマーシャルに出演するなどしている。

## 出演

### ランウェイ
- 東京コレクション
- 大阪コレクション
- 名古屋ファッションカーニバル
- 福岡アジアコレクション
- 神戸コレクション
- 丹南ファッションショー
- 福井コレクション